# 2,4-二硝基苯甲醛
2,4-二硝基苯甲醛是一种有机化合物，化学式为C7H4N2O5。它最初于1902年由Sachs和Kempf以二硝基甲苯为原料制得。

## 反应
2,4-二硝基苯甲醛在一种石墨氮化碳复合物的催化下和丙二腈发生Knovenagel缩合反应，可以得到2,4-二硝基亚苄基丙二腈。它和胺反应，可以得到相应的席夫碱。